# فينس رادكليف
فينس رادكليف (بالإنجليزية: Vince Radcliffe)‏ هو لاعب كرة قدم بريطاني في مركز الدفاع، ولد في 9 يونيو 1945 في مانشستر في المملكة المتحدة، وتوفي في 10 مارس 2014 في برث في أستراليا. لعب مع نادي بورتسموث ونادي بيتربورو يونايتد ونادي روتشديل ونادي كينغز لين.